# Claes Abrahamszoon
Claes Abrahamszoon (fl. XVI-XVII secolo) è stato un pittore olandese, attivo come pittore del vetro.

## Biografia
Non si hanno notizie biografiche, ma si sa che realizzò vetrate nelle città di Haarlem, L'Aia, Leida e Haastrecht. Gli furono inoltre commissionate le vetrate del palazzo degli Schutterij di Alkmaar, sulle quali realizzò nel 1618 i ritratti dei trentuno Conti d'Olanda.
Il Rijksmuseum di Amsterdam possiede due vetri da lui dipinti.